# 등국
등국(登國, 386년 1월 ~ 396년 7월)은 북위(北魏) 도무제(道武帝) 탁발규(拓跋珪)의 첫번째 연호이자 칭제하기 전의 연호이다. 10년 6개월 동안 사용하였다. 
385년, 전진(前秦)이 몰락하고 부견(苻堅)이 죽자 전진에 복속되어 있던 선비(鮮卑) 탁발부(拓跋部)의 수령 탁발규(拓跋珪)는 자립하여 386년 정월에 대왕(代王)을 자칭하고 개원하였다. 4월에는 위왕(魏王)으로 개칭하였다.

## 개원
- 병술년(丙戌年) 1월 6일[1](386년 2월 20일)에 북위 건국 후, 연호를 등국(登國)으로 건원함.[2][3][4][5]

- 등국(登國) 11년(396년) 7월에 연호를 황시(皇始)로 개원함.[2][3][6]

## 연대 대조표
| 등국        | 원년                                                                                           | 2년            | 3년                 | 4년                 | 5년        | 6년                 | 7년        | 8년        | 9년                 | 10년       |
| 서기        | 386년                                                                                          | 387년          | 388년               | 389년               | 390년      | 391년               | 392년      | 393년      | 394년               | 395년      |
| 간지        | 병술(丙戌)                                                                                     | 정해(丁亥)     | 무자(戊子)          | 기축(己丑)          | 경인(庚寅) | 신묘(辛卯)          | 임진(壬辰) | 계사(癸巳) | 갑오(甲午)          | 을미(乙未) |
| 동진 (東晉) | 태원(太元) 11년                                                                                | 12년           | 13년                | 14년                | 15년       | 16년                | 17년       | 18년       | 19년                | 20년       |
| 전진 (前秦) | 태안(太安) 2년 태초(太初) 원년                                                                 | 2년            | 3년                 | 4년                 | 5년        | 6년                 | 7년        | 8년        | 9년 연초(延初) 원년 | -          |
| 후연 (後燕) | 연원(燕元) 3년 건흥(建興) 원년                                                                 | 2년            | 3년                 | 4년                 | 5년        | 6년                 | 7년        | 8년        | 9년                 | 10년       |
| 후진 (後秦) | 백작(白雀) 3년 건초(建初) 원년                                                                 | 2년            | 3년                 | 4년                 | 5년        | 6년                 | 7년        | 8년        | 9년 황초(皇初) 원년 | 2년        |
| 서진 (西秦) | 건의(建義) 2년                                                                                 | 3년            | 4년 태초(太初) 원년 | 2년                 | 3년        | 4년                 | 5년        | 6년        | 7년                 | 8년        |
| 후량 (後凉) | 태안(太安) 원년                                                                                | 2년            | 3년                 | 4년 인가(麟嘉) 원년 | 2년        | 3년                 | 4년        | 5년        | 6년                 | 7년        |
| 서연 (西燕) | 경시(更始) 2년 창평(昌平) 원년 건명(建明) 원년 건평(建平) 원년 건무(建武) 원년 중흥(中興) 원년 | 중흥(中興) 2년 | 3년                 | 4년                 | 5년        | 6년                 | 7년        | 8년        | 9년                 | -          |
| 적위 (翟魏) | -                                                                                              | -              | 건광(建光) 원년     | 2년                 | 3년        | 4년 정정(定鼎) 원년 | 2년        | -          | -                   | -          |
| 등국        | 11년                                                                                           |                |                     |                     |            |                     |            |            |                     |            |
| 서기        | 396년                                                                                          |                |                     |                     |            |                     |            |            |                     |            |
| 간지        | 병신(丙申)                                                                                     |                |                     |                     |            |                     |            |            |                     |            |
| 동진 (東晉) | 태원(太元) 21년                                                                                |                |                     |                     |            |                     |            |            |                     |            |
| 후연 (後燕) | 11년 영강(永康) 원년                                                                           |                |                     |                     |            |                     |            |            |                     |            |
| 후진 (後秦) | 황초(皇初) 3년                                                                                 |                |                     |                     |            |                     |            |            |                     |            |
| 서진 (西秦) | 태초(太初) 9년                                                                                 |                |                     |                     |            |                     |            |            |                     |            |
| 후량 (後凉) | 8년 용비(龍飛) 원년                                                                            |                |                     |                     |            |                     |            |            |                     |            |

## 동시대 연호

### 한국
고구려(高句麗)
- 영락(永樂) (391년 ~ 412년)

### 중국
동진(東晉)
- 태원(太元) (376년 ~ 396년)

전진(前秦)
- 태안(太安) (385년 ~ 386년)
- 태초(太初) (386년 ~ 394년)
- 연초(延初) (394년)

후연(後燕)
- 연원(燕元) (384년 ~ 386년)
- 건흥(建興) (386년 ~ 396년)
- 영강(永康) (396년 ~ 398년)

후진(後秦)
- 백작(白雀) (384년 ~ 386년)
- 건초(建初) (386년 ~ 394년)
- 황초(皇初) (394년 ~ 399년)

서진(西秦)
- 건의(建義) (385년 ~ 388년)
- 태초(太初) (388년 ~ 400년)

서연(西燕)
- 경시(更始) (385년 ~ 386년)
- 창평(昌平) (386년)
- 건명(建明) (386년)
- 건평(建平) (386년)
- 건무(建武) (386년)
- 중흥(中興) (386년 ~ 394년)

후량(後凉)
- 태안(太安) (386년 ~ 389년)
- 인가(麟嘉) (389년 ~ 396년)
- 용비(龍飛) (396년 ~ 399년)

적위(翟魏)
- 건광(建光) (388년 ~ 391년)
- 정정(定鼎) (391년 ~ 392년)

기타 정권
- 장대예(張大豫) 봉황(鳳凰) (386년 ~ 387년)
- 두충(竇衝) 원광(元光) (393년 ~ 394년)

## 같이 보기
- 중국의 연호 목록